# TORM PLC
TORM PLC er en af verdens største transportører af raffinerede olieprodukter. Selskabet afviklede de sidste af deres tørlast-aktiviteter i 2015, og opererer nu udelukkende inden for produkttank-markedet. Rederiet driver en samlet flåde på ca. 80 moderne skibe med høje krav om sikkerhed, miljøansvar og kundeservice.
Rederiet er grundlagt i 1889 af Ditlev Torm og Christian Schmiegelow. Selskabet opererer i hele verden, og har kontorer i Hellerup nord for København, Mumbai, Houston, Manila og Singapore. Selskabet er noteret på Nasdaq Copenhagen (symbol: TRMD A) og Nasdaq New York (symbol: TRMD).